# Паньківський Федір Федорович
Федір Федорович Паньківський (19 квітня 1878 — † 1941) — полковник Армії УНР.

## Біографія
Походив з родини священика Седлецької губернії (Польща). Народився у с. Корощин Більського повіту Холмської губернії. Закінчив Холмську чоловічу гімназію, Санкт-Петербурзьке піхотне юнкерське училище за 2-м розрядом (1904). Вийшов підпоручиком до 188-го піхотного резервного Красноставського полку.
6 вересня 1906 р перевівся за власним бажанням до 187-го піхотного резервного Холмського полку. 30 червня 1910 р, у зв'язку з ліквідацією резервних піхотних полків, був приділений, а потім — переведений до 149-го піхотного Чорноморського полку (Володимир-Волинський), у складі якого в 1914 р. вирушив на  Першу світову війну. В 1915 р потрапив до австро-угорського полону. Останнє звання у російській армії — штабс-капітан.
У 1916 р. — керівник гуртка офіцерів-українців військовополонених у таборі Брюкс.
З середини серпня 1918 р. — командир 1-го куреня 2-го козацько-стрілецького (Сірожупанного) полку Армії  Української Держави.
З 17 листопада 1918 р. — командир 2-го Сірожупанного полку військ Директорії.
У квітні 1919 р. — начальник Сірожупанного відділу, сформованого з 2-го та частково 1-го і 3-го Сірожупанних полків Дієвої армії УНР.
Після Луцької катастрофи 16-17 травня 1919 р. зібрав з решток 2-ї Сірожупанної дивізії 2-й збірний Сірожупанний полк Дієвої армії УНР.
3 4 червня 1919 р. — помічник командира 10-го Сірожупанного полку Дієвої армії УНР.
Учасник  Першого Зимового походу: воював у складі 4-го збірного пішого Сірожупанного полку.
У 1920—1921 рр. — помічник командира 10-го куреня 4-ї Сірої бригади  2-ї Волинської стрілецької дивізії Армії УНР.
У 1920—30-х рр. жив на еміграції у Польщі.
Був активним діячем українських таборових організацій в Каліші до 1939 року.
Помер в Каліші у 1941 році.